# وزارة المالية (فلسطين)
وزارة المالية الفلسطينية هي الوزارة المسؤولة عن إعداد ميزانيات دولة فلسطين ورسم السياسة المالية والاقتصادية في فلسطين. ويقع مقرها في مدينة البيرة.

## التسمية
في 1 يوليو 2019، أصدر الرئيس الفلسطيني محمود عباس قرارًا بقانون بتغيير اسم الوزارة من اسم «وزارة المالية والتخطيط» إلى اسم «وزارة المالية».

## مهام واختصاصات وزارة المالية الفلسطينية
تتمثل مام واختصاصات وزارة المالية الفلسطينية بالآتي:
1. وضع الخطط لتفنيد السياسة المالية للدولة ومتابعة تحقيق وتحصيل الإيرادات العامة وتوريدها للخزينة والإشراف على صرف النفقات العامة وتنظيم الحسابات المتعلقة بهما وفقا للتشريعات المالية المعمول بها.
2. إدارة التدفقات النقدية لتامين السيولة وتوجيه الاستثمار الحكومي بما يتفق والسياسات المالية والنقدية.
3. دراسة الأوضاع المالية والنقدية والاقتصادية وتحليلها وتقييم السياسات المالية والإجراءات الضريبية.
4. إعداد مشاريع التشريعات المالية المتعلقة بالإيرادات العامة والنفقات العامة والعمل على تطويرها وتحديثها.
5. التعاون والتنسيق مع سلطة النقد الفلسطينية بما يحقق الانسجام بين السياسات المالية والنقدية خدمة للاقتصاد الوطني.
6. إبداء الرأي والمشورة في مشاريع القوانين والأنظمة والاتفاقيات وأي مواضيع أخرى ترتب التزامات مالية.
7. إدارة وتسوية الرواتب وإدارة شؤون التقاعد المدني والتعويضات وفقا لأحكام القوانين والأنظمة المعمول بها.
8. إدارة وتسوية الرواتب، والدوائر الحكومية لتدريب وتأهيل الكوادر ماليا ومحاسبيا.
9. التعاون والتنسيق مع الوزارات والدوائر الحكومية لتدريب وتأهيل الكوادر ماليا ومحاسبيا.
10. دراسة القضايا التي تنشأ عنها حقوق للحكومة أو تتطلب إقامة دعاوي عليها المحاكم المختصة ومتابعتها.
11. التنسيق مع جميع الوزارات والمؤسسات الحكومية بخصوص تجهيز بلاغ الموازنة العامة.
12. وضع التعليمات والمعايير والنماذج المطلوبة لإدارة المالية ضمن الوزارات والمؤسسات الحكومية وتدريب المسئولين الماليين في الوزارات على تطبيقها واستعمالها.
13. التدقيق والرقابة على جميع المعاملات المالية بما يتضمن الالتزام بالمبادئ المحاسبية المعتمدة قانونيا وتتبع الوزارة مبدأ الشفافية والمساءلة خلال جميع مراحل عملها.
14. التعاون مع جميع الوزارات والمؤسسات الحكومية لانجاز الموازنات الخاصة بها وكما تراقب الوزارة تنفيذ المصروفات وفق الموازنات والأوامر المالية المقررة والمعتمدة.
15. الإشراف والمراقبة على صناديق المال الخاص بالسلطة الوطنية الفلسطينية.
16. الالتزام بمبدأ استعمال حساب الخزينة الموحد في ما يتعلق بإيرادات ومصروفات الجهاز الحكومي.
17. تأمين اللوازم والخدمات المشتركة لمختلف وزارات ومؤسسات السلطة الوطنية الفلسطينية من خلال دائرة اللوازم العامة من خلال تطبيق قانون اللوازم العامة رقم (9) 1998 بما يحقق الحصول على أفضل السلع والخدمات وبأقل تكلفة وإحكام الرقابة للمحافظة على المال العام.
18. مراقبة ومتابعة تطبيق أحكام التشريعات المالية نافذة المفعول.

## قائمة وزراء المالية
| # | الاسم               | الحزب         | الفترة                    |
| - | ------------------- | ------------- | ------------------------- |
| 1 | محمد زهدي النشاشيبي | فتح           | يوليو 1994 - يونيو 2002   |
| 2 | سلام فياض           | مستقل         | يونيو 2002 - مارس 2006    |
| 3 | عمر عبد الرزاق      | حماس          | مارس 2006 - يونيو 2006    |
| 4 | سلام فياض           | الطريق الثالث | مارس 2007 - مايو 2012     |
| 5 | نبيل قسيس           |               | مايو 2012 – مارس 2013     |
| 6 | سلام فياض           |               | مارس 2013 – يونيو 2013    |
| 7 | شكري بشارة          |               | يونيو 2013 – 31 مارس 2024 |
| 8 | عمر البيطار         |               | 31 مارس 2024 – لا يزال    |

## آليات العمل والوسائل
تعمل الوزارة على تحقيق أهدافها من خلال آليات العمل والوسائل التالية:
1. رسم وتنفيذ السياسات المالية التي تساعد على استقرار الأوضاع الاقتصادية وحفز الاستثمار وتشجيع القطاع الخاص بما يضمن تحقيق النمو في الدخل القومي وتوفير فرص عمل ورفع مستوى المعيشة.
2. الإشراف على تحصيل الإيرادات وقبضها وتنظيم الحسابات المتعلقة بها وفق الأصول المحاسبية المعتمدة مع التحقق من تنفيذها حسب الجداول الزمنية والتشريعات الخاصة بها.
3. الإشراف على صرف النفقات في مختلف مراحلها والتأكد من أن الإنفاق يتم حسب التشريعات المعمول بها خاصة فيما يتعلق بقانون الموازنة العامة.
4. إعداد مشروع قانون الموازنة العامة سنوياً وفق أفضل الأساليب.
5. إدارة مصادر التمويل المختلفة من منح وقروض ومسك السجلات والحسابات اللازمة لذلك كذلك متابعة تسديد الأقساط والفوائد المترتبة على السلطة لتسديدها في مواعيدها.
6. مسك السجلات المالية وموازين المراجعة وقوائم الحسابات التي تظهر موجودات السلطة والتزاماتها في نهاية كل مدة زمنية (شهرية، نصف سنوية، سنوية).
7. الإشراف والمراقبة على صناديق المال الخاصة بالسلطة وحركة تدفق الأموال العامة والتأكد من صحة معاملاتها وحسن إدارتها.
8. مراعاة توفير السيولة النقدية المطلوبة لمواجهة متطلبات النفقات الحكومية والمدفوعات المترتبة عليها حسب المواعيد المحددة.
9. القيام بأعمال التدقيق والرقابة على كافة الأنشطة المالية للوزارات والمؤسسات الحكومية.
10. وضع لوائح وإجراءات تنظيم ضريبة الدخل والضرائب الجمركية والمكوس.
11. وضع التشريعات المالية التي تكفل تأمين مختلف الإيرادات الضريبية وغير الضريبية بما يضمن توزيع الأعباء لتحقيق العدالة الاجتماعية وتشجيع الاستثمار.
12. إعداد وتجهيز الاتفاقيات الخاصة بالتمويل الخارجي وذلك بالتنسيق مع الدول المانحة والمؤسسات المحلية ذات العلاقة.
13. المشاركة في أي مفاوضات أو اجتماعات تتعلق بالجوانب المالية والاقتصادية.
14. وضع الأسس والمقاييس لإدارة حسابات أمانات المشاريع التطويرية المقدمة من الدول المانحة عن حسابات وزارة المالية.
15. العمل على وضع التشريعات اللازمة لتنظيم المشتريات الحكومية ومتابعة تنفيذ إجراءات الشراء والرقابة عليها.
16. تسوية الرواتب والحقوق التقاعدية للموظفين الحكوميين مدنيين وعسكريين ووضع التشريعات اللازمة لذلك.
17. العمل على تأهيل موظفي السلطة الوطنية في المجال المالي والإشراف على أدائهم الوظيفي.
18. تحليل البيانات المالية والمؤشرات الاقتصادية ودراسة آثارها على مختلف القطاعات.
19. إعداد تقارير دورية خاصة بتقييم الأوضاع المالية للسلطة الوطنية بهدف الارتكاز عليها في عملية التخطيط المالي وكذلك لتقديم صورة شفافة عن الوضع المالي لما لذلك من أهمية في الحصول على دعم من الدول المانحة.
20. إعداد النماذج والسجلات والمستندات المالية بهدف تنظيم الدورة المستندية.
21. إصدار اللوائح التنفيذية للتشريعات المالية.